# Guyanai labdarúgó-válogatott
A guyanai labdarúgó-válogatott – avagy becenevükön Golden Jaguars – Guyana nemzeti csapata, amelyet a guyanai labdarúgó-szövetség (angolul: Guyana Football Federation) irányít. Annak ellenére, hogy a CONCACAF-tagország nemzeti tizenegye még nem ért el dobogós helyezést semmilyen nemzetközi labdarúgótornán, illetve nem jutottak még be sem a labdarúgó-világbajnokságra, sem pedig a CONCACAF-aranykupára, a válogatott a régió középmezőnyéhez tartozik.

## Korábbi mérkőzések 2022-ben
| Időpont           | Helyszín      | Ellenfél           | Eredmény | Kiírás                   |
| ----------------- | ------------- | ------------------ | -------- | ------------------------ |
| 2022. február 1.  | Paramaribo    | Suriname           | 1 – 2    | Barátságos               |
| 2022. március 28. | Port of Spain | Barbados           | 5 – 0    | Barátságos               |
| 2022. március 30. | Port of Spain | Trinidad és Tobago | 1 – 1    | Barátságos               |
| 2022. június 5.   | Santo Domingo | Montserrat         | 2 - 1    | CONCACAF Nemzetek Ligája |
| 2022. június 7.   | Georgetown    | Bermuda            | 2 - 1    | CONCACAF Nemzetek Ligája |
| 2022. június 11.  | Georgetown    | Haiti              | 2 - 6    | CONCACAF Nemzetek Ligája |
| 2022. június 15.  | Santo Domingo | Haiti              | 0 - 6    | CONCACAF Nemzetek Ligája |

## Következő mérkőzések
Nincs lekötött mérkőzésük.

## Világbajnoki szereplés
- 1930 – 1974: Nem indult.
- 1978 – 1998: Nem jutott be.
- 2002: Eltiltotta a Nemzetközi Labdarúgó-szövetség.
- 2006: Nem jutott be.
- 2010: Nem jutott be.
- 2014: Nem jutott be.
- 2018: Nem jutott be.

## CONCACAF-aranykupa-szereplés
- 1991: Nem jutott be.
- 1993: Nem jutott be.
- 1996: Nem jutott be.
- 1998: Nem indult.
- 2000: Nem jutott be.
- 2002: Nem jutott be.
- 2003: Nem jutott be.
- 2005: Visszalépett.
- 2007: Nem jutott be.

## Játékosok

### Híresebb játékosok
- Randolph Jerome
- Nigel Codrington
- Joseph Bellinger